# 牛宮
牛宮 ()，原名加利福尼亞州家畜展示場 (California State Livestock Pavilion)，是一座位於美國加州戴利城的室內體育館，場址在戴利城與舊金山的邊界，並是舉辦多項運動、展覽、表演的重要場地。

## 歷史
於1941年完工的牛宮是舊金山勇士NBA職業籃球隊於1962至1964年和1966至1971年間的主場。之後勇士隊於1975年NBA決賽再度以牛宮為主場，因奧克蘭－阿拉米達競技館體育館已被Ice Follies冰上表演預定。聖荷西鯊魚NHL職業冰球隊在創立後的1991至1993年間曾以牛宮為主場，直到聖荷西體育館於1993年中完工啟用為止。具有世界級程度的年度舊金山審查報室內田徑賽曾於1960與1970年代於牛宮舉辦。牛宮也是1960年代的NCAA籃球決賽與1967年NBA全明星賽的舉辦地。做為冰球場時，牛宮可容納1萬1089人；做為籃球場時可容納1萬2953人，當勇士隊以此為主場時觀眾容量為1萬4500人。
除了球類運動外，多項展覽、表演、其他運動也在牛宮舉辦。1956年與1964年共和黨全國代表大會在牛宮舉行。年度的全國牛仔競技賽自1941年起 (除了1942至1945年因第二次世界大戰中斷外) 都在此舉辦。溜冰鞋競賽的海灣轟炸機隊 (Bay Bombers) 也曾以此為主場；溜冰鞋競賽的世界冠軍系列賽在1959年起的每年秋天都在牛宮舉辦，直到1973年該組織解散為止。1966年至1999年間玲玲馬戲團以牛宮為表演地點，之後冰上迪士尼也在此表演，不過現在這兩項表演都移至甲骨文體育館演出。基於芝麻街兒童節目的芝麻街現場 (Sesame Street Live) 與冰上冠軍花式溜冰表演自1980年代起也常在牛宮舉行。近年來牛宮也成為太陽劇團在舊金山灣區的表演地點。

### 名稱由來
這體育館的構想始於1915年巴拿馬－太平洋國際博覽會中，極為熱門的家畜展示館。根據報紙記錄最早1935年五月「牛宮 (Cow Palace)」就被用來稱呼這個場館，當時有報紙社論批評說「Why, when people are starving, should money be spent on a 『palace for cows?』」，意「當民眾還在挨餓的時候，應該把錢花在給牛的宮殿嗎？」。於是，「牛宮」這個名稱就誕生了。